# Laurel et Hardy policiers
Pour plus de détails, voir Fiche technique et Distribution.
Laurel et Hardy policiers (The Midnight Patrol) est un film américain réalisé par Lloyd French mettant en scène Laurel et Hardy, sorti en 1933.

## Synopsis
Stanley et Oliver sont des policiers débutants. Pendant qu'ils mangent dans leur voiture, un voleur assisté d'une partenaire manque de voler leur roue de secours. Ils manquent ensuite l'annonce radio d'un cambriolage en cours. Stanley emprunte le téléphone chez un joaillier pour appeler le commissariat, prenant le voleur de coffre-fort dans le magasin pour le propriétaire. Les deux policiers en herbe parviennent finalement à attraper le cambrioleur et le ramènent au commissariat. En fait ils ont pris le commissaire de police qui avait perdu la clef de sa maison, et qui se trouve de mauvaise humeur envers nos deux héros...

## Fiche technique
- Titre original : The Midnight Patrol
- Titre français : Laurel et Hardy policiers
- Réalisation : Lloyd French
- Photographie : Art Lloyd
- Montage : Bert Jordan
- Ingénieur du son : James Greene
- Producteur : Hal Roach
- Société de production : Hal Roach Studios
- Société de distribution : Metro-Goldwyn-Mayer
- Pays d’origine :  États-Unis
- Langue : anglais
- Format : Noir et blanc - 35 mm - 1,37:1  -  sonore
- Genre : comédie
- Longueur : deux bobines
- Durée : 20 minutes
- Date de sortie : 
  - États-Unis : 3 août 1933

## Distribution
Source principale de la distribution :
- Stan Laurel (VF : Franck O'Neill) : Officier Stanley Laurel
- Oliver Hardy (VF : Howard Vernon) : Officier Oliver Hardy

Reste de la distribution non créditée :
- Harry Bernard : un visiteur à la prison
- Billy Bletcher : le speaker à la radio (voix)
- Frank Brownlee : Ramsbottom, le chef de la police
- Al Corporal : le valet
- Edgar Dearing : un policier
- Eddie Dunn (en) : le sergent de police
- Charlie Hall : le complice du voleur à la tire
- Bob Kortman : le voleur à la tire
- James C. Morton : un policier
- Tiny Sandford : un policier
- Frank Terry : le perceur de coffre